# Phoradendron dwyeri
Phoradendron dwyeri är en sandelträdsväxtart som beskrevs av Kuijt. Phoradendron dwyeri ingår i släktet Phoradendron och familjen sandelträdsväxter. Inga underarter finns listade i Catalogue of Life.